# Nederlands Arbitrage Instituut
Het Nederlands Arbitrage Instituut (NAI, formeel Stichting Nederlands Arbitrage Instituut) is een Nederlandse stichting die is opgericht op 22 juni 1949 en als doelstelling heeft om alternatieve vormen van geschillenbemiddeling en -oplossing te bevorderen, zoals arbitrage, bindend advies en mediation. De stichting heeft een uitgebreid algemeen bestuur met bekende namen die een breed juridisch veld vertegenwoordigen, een dagelijks bestuur van een drietal advocaten en een tiental werknemers.
Het NAI houdt zich bezig met de daadwerkelijke bemiddeling en administreert bindende adviezen (op basis van de arbitragewet 2014). Hiertoe brengt zij regelmatig reglementen uit die de alternatieve bemiddeling moeten helpen, en die een helder proces garanderen bij procedures bij het NAI. Bij haar activiteiten richt de stichting zich voornamelijk op bedrijven, hoewel particulieren er ook terecht kunnen.
Op 22 juni 1949 werd de stichting nog opgericht onder de naam Stichting voor Nederlands-Amerikaanse Handelsarbitrage, wat een oorspronkelijke beperking in doelstelling aangeeft. Maar een half jaar later, op 23 december, werd de naam al gewijzigd naar de huidige, Stichting Nederlands Arbitrage Instituut, en kon iedereen terecht bij het instituut.
Het instituut werkt zowel in het Nederlands als in het Engels; het instituut werkt ook veel met internationale arbitrages. In 2013 was het percentage internationale arbitrages 43%.